# Ялмар Сііласвуо
Ялмар Фрідолф Сііласвуо (фін. Hjalmar Fridolf Siilasvuo; 18 березня 1892, Гельсінкі, Російська імперія — 11 січня 1947, Оулу, Фінляндія) — фінський військовий діяч, генерал-лейтенант Збройних Сил Фінляндії, видатний воєначальник часів Зимової війни. На початку Карельської кампанії очолював 3-й армійський корпус, особисто командував веденням операції «Зільберфукс», а після підписання перемир'я з СРСР брав участь у Лапландській війні. 
Ім'я при народженні — Ялмар Фрідолф Стрьомберґ (швед. Hjalmar Fridolf Strömberg).

## Біографія
Народився в родині редактора газети. Вивчав право, потім служив в Міністерстві освіти. Під час Першої світової війни пройшов вишкіл в Німеччині і був офіцером в 27-м фінському єгерському батальйоні, який взяв участь у війні на північному фланзі Східного фронту. Під час Громадянської війни командував батальйоном. У 1934 був призначений командувачем Північнойостерботтенським військовим округом.
Під час Зимової війни керував діями 9-ї піхотної дивізії фінської армії (це з'єднання частіше називали бригадою Сііласвуо) в боях при Суомуссалмі і при Кухмо. Все командування цієї дивізії складалося з ветеранів 27-го фінського єгерського батальйону, а посаду начальника штабу 9-ї піхотної дивізії виконував капітан Армо Марттінен. У битві при Суомуссалмі 9-а піхотна дивізія розбила 163-ю і 44-у стрілецьку дивізію Червоної армії, після чого полковник Сііласвуо отримав звання генерал-майора і був відразу направлений в Кухмо для розгрому 54-ї дивізії РСЧА. У битві при Суомуссалмі було захоплено так багато гармат і мінометів, що при Кухмо Сііласвуо віддав наказ про артилерійську підготовку, в ході якої було випущено 3 200 снарядів, що було розкішшю для фінської армії на північ від Ладоги. Незважаючи на це, 54-а дивізія РСЧА втримала свої позиції на перешийку озера Сауна і перебувала в оточенні, поки її не врятував мирний договір.

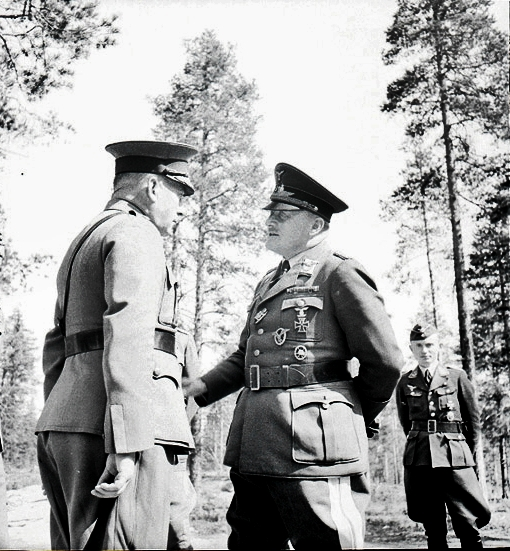
Сііласвуо (ліворуч) і генерал-полковник люфтваффе Ганс-Юрген Штумпф.

Після початку «Війни-продовження» в 1941—1942 роках керував діями III корпусу на Карельському перешийку, який був переданий у підпорядкування німецької армії в Норвегії 15 червня 1941 року. Корпус діяв на Ухтинському і Кестеньгском напрямках. У 1942—1944 роках був головним інспектором військових училищ. У 1944 році знову був призначений командиром III корпусу, розгорнутого на сході Карельського перешийка на Кексгольмському напрямку і обороняв Вуоксинську водну систему від 23-ї армії Ленінградського фронту, що вийшла сюди 20 червня 1944 року.
У зв'язку з підготовкою до виходу Фінляндії з війни з Радянським Союзом в середини 1944 року спецслужби Німеччини планували військовий переворот у Фінляндії і розглядали Сііласвуо як одного з найбільш ймовірних кандидатів на пост нового головнокомандувача фінської армії. Однак після укладення перемир'я з Радянським Союзом в 1944 році Сііласвуо в кінці вересня 1944 був призначений командувачем лапландськими військами, призначеними для ведення військових дій проти розташованих там німецьких військ. Командний пункт Сііласвуо знаходився в Оулу. Лапландські війська почали свій наступ у вересні 1944 року і до 20 листопада разом із Червоною армією вийшли до норвезького кордону.
21 грудня 1944 року Сііласвуо був нагороджений Хрестом Маннергейма. Після закінчення війни в 1944 році прийняв командування 1-ю дивізією і займав цю посаду аж до своєї смерті в 1947 році.

## Сім'я
C 1920 року Ялмар був одружений з Саллі Колсін, у них було троє дітей.
Син Ялмара, Енсіо Сііласвуо (1922—2003) був діячем миротворчих сил ООН на Близькому Сході, доктором політичних наук і генералом фінської армії.

## Нагороди
- Командор ордена Меча (Швеція)

### Нагороди Фінляндії
- Орден Білої троянди
- Орден Хреста Свободи 4-го класу з мечами, 2-го класу, 1-го класу з нагрудною зіркою та великий хрест
- Хрест Маннергейма 2-го класу (21 грудня 1944)
- Пам'ятна медаль Зимової війни
- Пам'ятна медаль Війни-продовження

### Нагороди Третього Рейху
- Почесний хрест ветерана війни з мечами
- Залізний хрест 2-го і 1-го класу
- Орден Заслуг німецького орла 2-го класу